# Sov du lilla vide ung

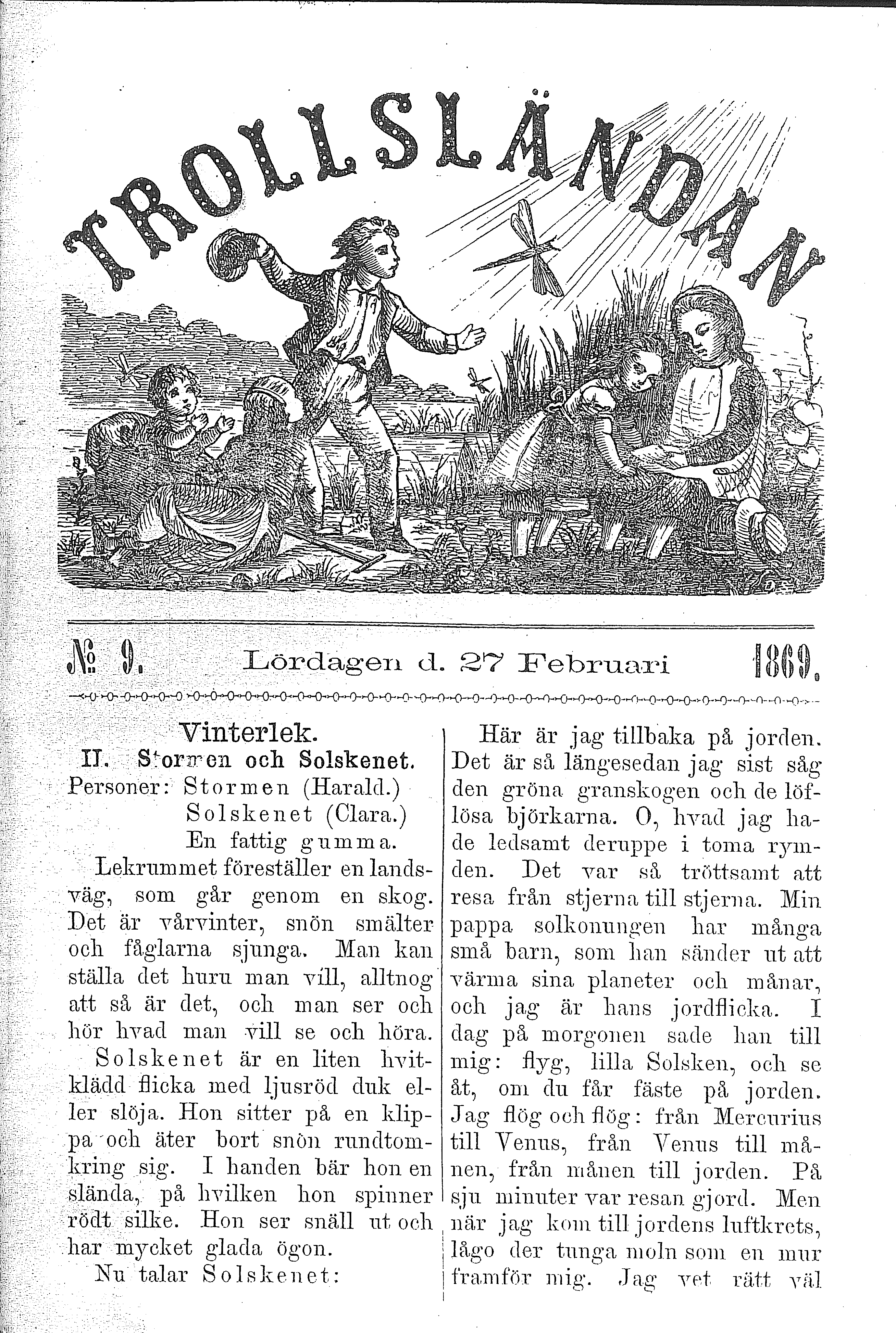
Barntidningen Trollsländan nr 9, utgiven den 27 februari 1869, där Topelius text publicerades första gången.

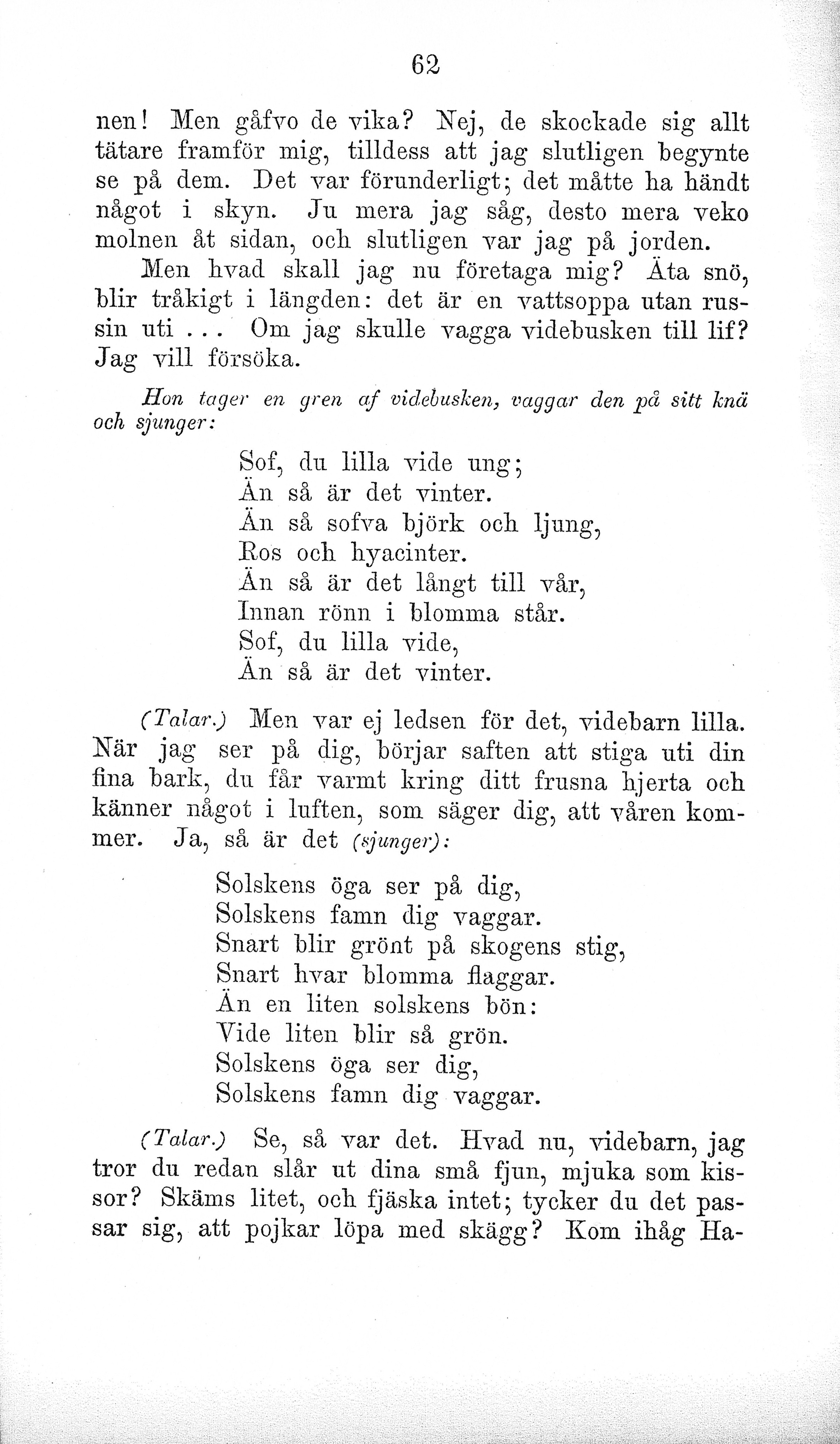
Boksida ur Topelius Läsning för barn nr 4, 1871. Texten skiljer sig obetydligt från den som publicerades 1869.

"Sov du lilla vide ung", "Videvisan" eller "Solskenets visa" är en dikt av finlandssvenska författaren Zacharias Topelius som publicerades första gången i barntidningen Trollsländan, nr 9 1869.
Topelius anses vara den förste som skapade självständig barnlitteratur på svenska. Han skrev omkring 230 verser, sånger, sagor och sagospel från 1840-talet till sin död. Han var också först i Norden med att skriva skådespel för barn. Han medverkade flitigt, bland annat i tidningen Trollsländan, med pjäser under rubriken ”Vinterlek”. Han menade att pjäserna skulle lekas – inte spelas.
Sov du lilla vide ung ingår i just ett sådant litet skådespel för barn med titeln Stormen och Solskenet. I inledningen beskrivs huvudrollen "Solskenet":
| ” | Solskenet är en liten hvitklädd flicka med ljusröd duk eller slöja. Hon sitter på en klippa och äter bort snön rundt omkring sig. I handen bär hon en slända, på hvilken hon spinner rödt silke. Hon ser snäll ut och har mycket glada ögon. | „ |

Den mest kända tonsättningen av dikten är av Alice Tegnér.

## Topelius text
I Topelius "skådespel" finns tre roller och dessa är tänkta att spelas av barn. Spelet inleds med scenografianvisningar: "Lekrummet föreställer en landsväg, som går genom en skog. Det är vårvinter, snön smälter och fåglarna sjunga." En bit in i texten säger Solskenet: "Om jag skulle vagga videbusken till lif? Jag vill försöka. Hon tager en gren av videbusken, vaggar den på sitt knä och sjunger:
Sof, du lilla vide ung;

Än så är det vinter.

Än så sofva björk och ljung,

Ros och hyacinther.

Än så är det långt till vår,

Innan rönn i blomma står,

Sof, du lilla vide,

Än så är det vinter."
Solskenet fortsätter: "[…] När jag ser på dig, börjar saften att stiga uti din fina bark, du får varmt kring ditt frusna hjerta och känner något i luften, som säger dig, att våren kommer. Ja, så är det (sjunger:)
Solskens öga ser på dig,

Solskens famn dig vaggar.

Snart blir grönt på skogens stig,

Snart hvar blomma flaggar.

Än en liten solskensbön:

Vide liten blir så grön.

Solskens öga ser dig,

Solskens famn dig vaggar."
År 1871 utkom Topelius Läsning för barn nr 4 där hela Stormen och Solskenet publicerades på nytt, men med några små förändringar i sångtexten (se bild).

## Tonsättningar
- Alice Tegnérs tonsättning av sången publicerades 1895 i det tredje häftet av Sjung med oss, Mamma! med titeln Videvisan.[4] Tegnér har justerat texten något för att den ska passa hennes melodi, samt moderniserat stavningen.[5] Tegnérs visa trycktes även 1943 i Nu ska vi sjunga under rubriken "Visor om djur och blommor".[6]
- Den dansk-svenske tonsättaren Preben Nodermann publicerade en melodi (med obetydliga ändringar av Topelius text) med titeln Solskenets visa i Sex visor för barn år 1900.[7] Denna melodi har i dansk och norsk version blivit spridd med titeln Solskinnsvise och har givits ut i Norge både på noter och skiva.[8]
- Ivar Hallström skrev en melodi till Topelius text med titeln Solskenets visa, som publicerades i Sångbok för Göteborgs folkskolor 1931.[9] Texten i Hallströms visa skiljer sig både från Topelius original och Tegnérs version.

Sov du lilla vide ung;

än så är det vinter.

Än så sova björk och ljung,

ros och hyacinter.

Än så är det långt till vår.

Sov, du lilla vide!

Ingen rönn i blomma står,

björnen är i ide.

Men när vårluft smeker dig,

solskens famn dig vaggar,

då blir grönt på skogens stig,

och var blomma flaggar.

Vakna liten vide glatt,

solskens öga ser dig.

Efter vinterns långa natt

gröna kläder ger dig.

## Not- och ljudexempel

Notexempel: Videvisan (Tegnér), de fyra första takterna med Tegnérs egen pianosats.

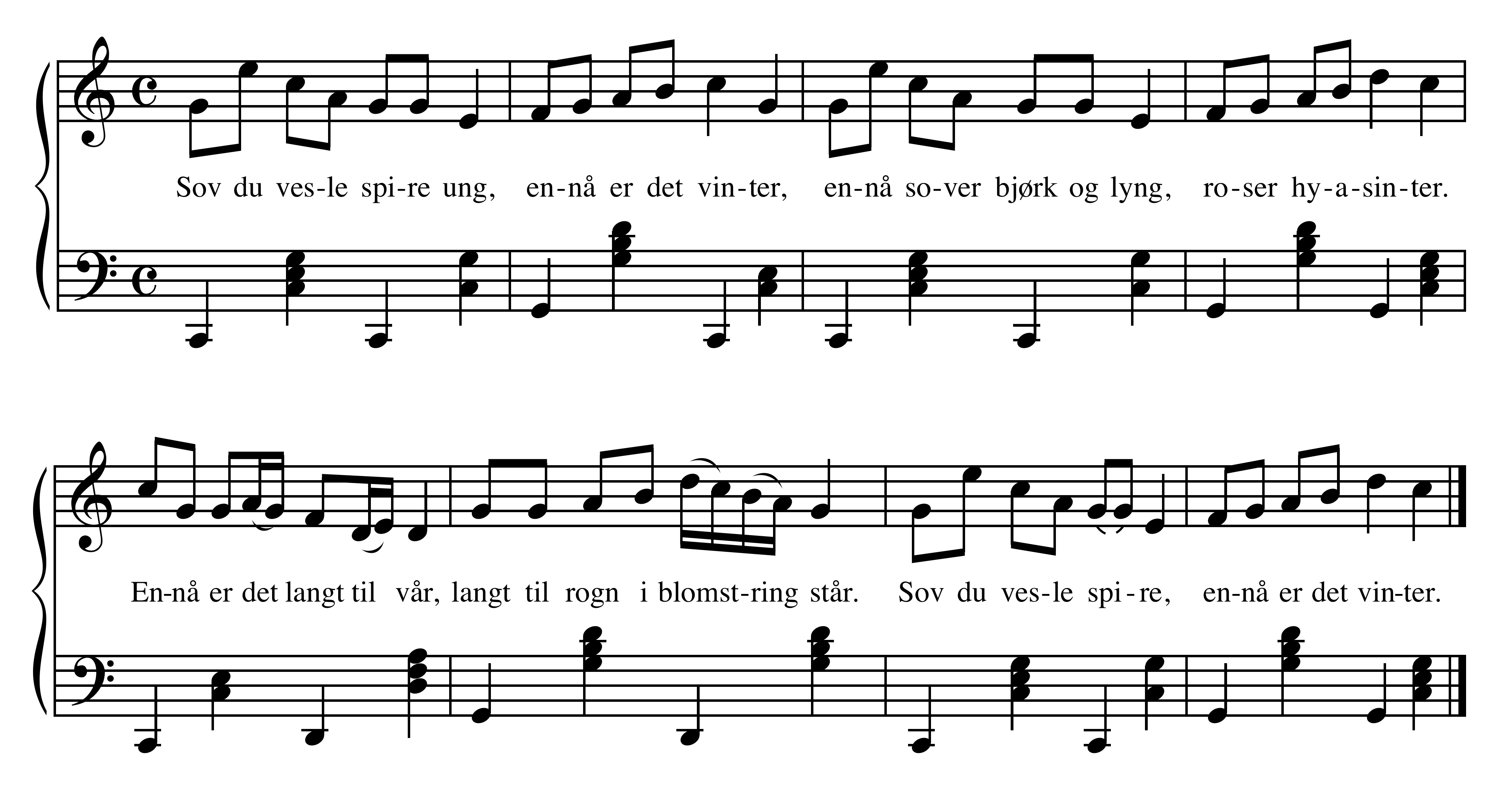
Notexempel: Solskinnsvise (Nodermann).

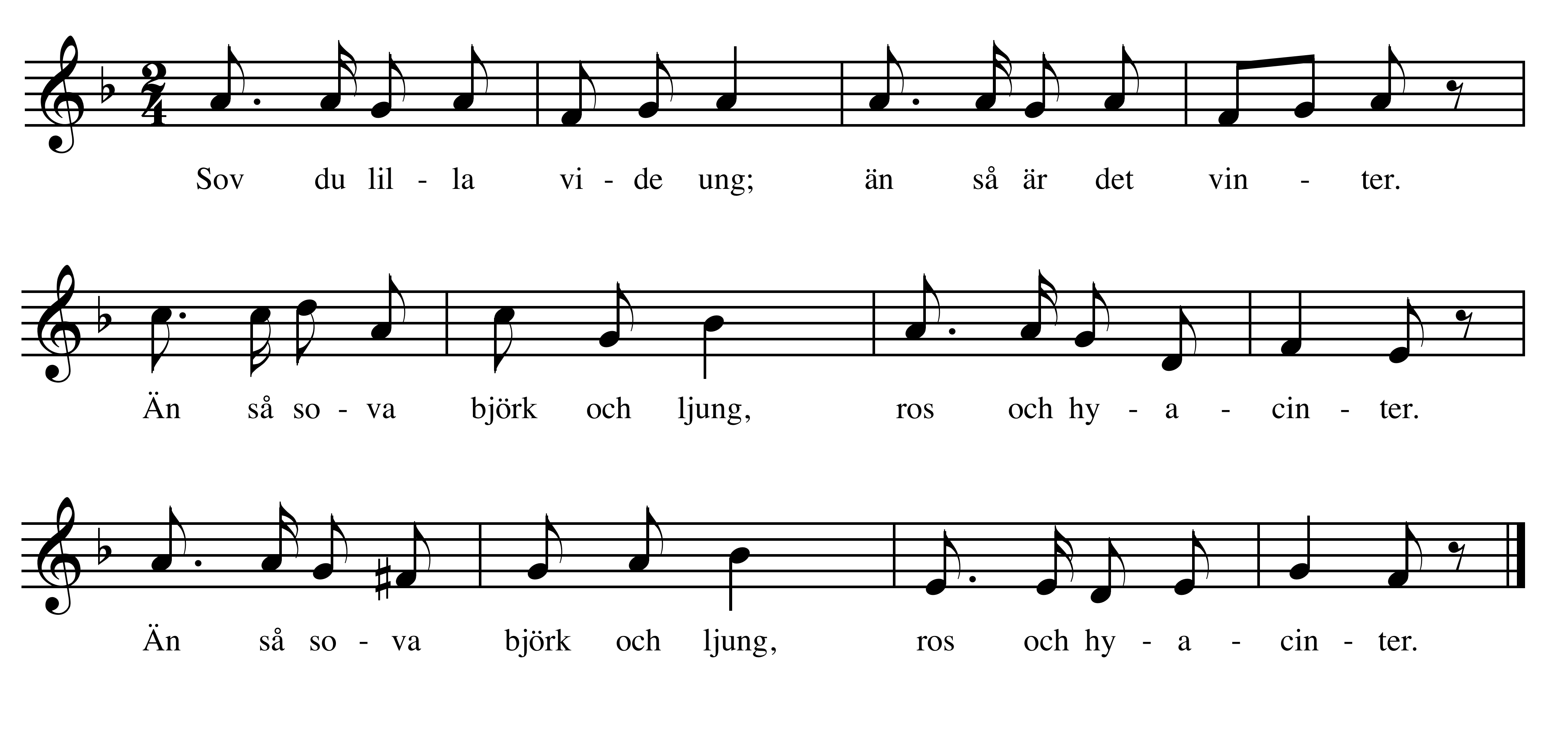
Notexempel: Solskenets visa (Hallström).

## Inspelningar

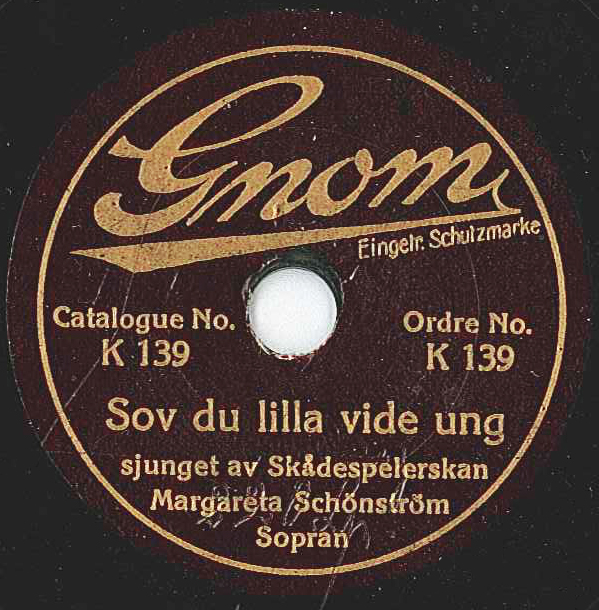
Etiketten till en skivutgåva från 1925 av Sov du lilla vide ung sjungen av Margareta Schönström. "Gnom" var ett skivmärke avsett för leksaksgrammofoner för barn, och skivorna var bara 15 centimeter i diameter.

En tidig inspelning av Tegnérs visa gjordes av Inga Berentz i Stockholm i september 1909. I maj 1925 spelades sången in på Polyphon av Margareta Schönström och publicerades på bolagets 78-varvarmärke Gnom med katalognummer K 139. Den har också spelats in på spanska av Maria Llerena som "Duerme mi nenita" på skivalbumet Chiquitico mio från 1988. I övrigt finns ett hundratal inspelningar i Svensk mediedatabas.